# Storena gujaratensis
Storena gujaratensis là một loài nhện trong họ Zodariidae.
Loài này thuộc chi Storena. Storena gujaratensis được Benoy Krishna Tikader & Patel miêu tả năm 1975.